# Karel Voogt
Karel Voogt (Teteringen, 20 november 1921 - Aalst, 12 februari 1979) was een Nederlands voetballer, die een groot deel van zijn carrière in het buitenland doorbracht. Hij speelde jarenlang voor Eendracht Aalst in België en tussendoor een tijd bij Messina in Italië.

## Clubs
Voogt begon met voetballen bij het Nederlandse Steenbergsche Boys. Vandaar vertrok hij naar Eendracht Aalst, waarvoor hij op 22 november 1936 tegen AS Oostende debuteerde in het eerste. De dan vijftienjarige Voogt scoorde alle drie de doelpunten in de met 3-2 gewonnen partij. Hij kwam dat jaar zeventien keer uit voor het eerste elftal en scoorde evenveel doelpunten. Een jaar later maakte Voogt 36 goals en het seizoen daarop nog 31 (in 25 wedstrijden).
In 1950 maakte Voogt (na een jaar voor Charleroi te hebben gespeeld) een transfer naar FC Messina. Hiervoor was hij op proef geweest bij Modena, en AC Torino toonde ook even interesse. Voor Messina scoorde hij veertien goals in veertien duels. Een jaar na zijn komst kon hij een driejarig contract tekenen bij Messina en voor die tijd veel geld verdienen. Voogt wilde liever terug naar zijn familie en keerde terug naar Eendracht Aalst. Hier speelde hij nog zeven jaar voor hij in 1958 stopte met voetballen. In totaal speelde hij 199 wedstrijden in de Eerste Klasse en scoorde hierin 149 keer.

## Nationaal elftal
Voogt was een Nederlander, maar in zijn vaderland vrijwel onbekend. De KNVB was tegen profs, dus ook daarom zou hij niet voor het Nederlands elftal hebben mogen spelen. Op twaalfjarige leeftijd kwam hij wel uit voor zijn geboorteland tegen Belgische leeftijdsgenoten. De wedstrijd werd met 2-1 verloren. Voogt maakte de enige goal voor Nederland.
België wilde hem graag opstellen, maar mocht dat niet door zijn Nederlandse paspoort. Hij werd op zeventienjarige leeftijd een keer uitgenodigd voor de Belgische ploeg, waarop bleek dat hij Nederlander was. Vanaf dat moment wilde Voogt de Belgische nationaliteit aannemen. In afwachting hiervan speelde hij voor de B-ploeg van België. Tot een naturalisatie kwam het uiteindelijk nooit.

## Privé
Tijdens de Tweede Wereldoorlog trouwde Voogt met Rosa van Mol, met wie hij twee kinderen kreeg. Zijn zoon Benjamin overleed jong bij een motorongeluk. Voogt had het hier moeilijk mee en stierf zelf niet lang daarna aan een hartaanval. Zijn dochter Beatrice stierf een paar jaar later aan kanker.